# Lobianchia dofleini
Lobianchia dofleini és una espècie de peix de la família dels mictòfids i de l'ordre dels mictofiformes.
Els mascles poden assolir 5 cm de longitud total.
Menja copèpodes i ostracodes.
És depredat per Himantolophus paucifilosus, Caelorinchus fasciatus (Sud-àfrica) i Pagellus bogaraveo (Illes Açores).
És un peix marí i d'aigües profundes que viu entre 0-4.000m de fondària.
Es troba a l'Atlàntic (50°N-40°S), la Mediterrània, l'Índic i el Pacífic.